# Reconciliatio et paenitentia
Reconciliatio et paenitentia é uma exortação apostólica do Papa João Paulo II, proferida em 2 de dezembro de 1984 na Basílica de São Pedro em Roma, que surgiu da Sexta Assembleia Geral do Sínodo dos Bispos realizada em 1983. A quarta exortação apostólica de João Paulo II, apresenta Jesus como o Reconciliador de um mundo despedaçado.

## Estrutura
João Paulo II iniciou a exortação recordando do Evangelho de Marcos 1:15 as próprias palavras com que Jesus iniciou a sua pregação: " Arrependei-vos e crede no Evangelho ". Com base nesse tema, o Papa abordou "a reconciliação e a penitência na missão da Igreja hoje". Continuando seu ensino sobre o mistério da Redenção, o papa apresentou Jesus como o Reconciliador de um mundo destruído e exortou a Igreja e o mundo a redescobrir o caminho da penitência, o único caminho que pode levar à reconciliação plena.
A exortação tem três partes, além de introdução e conclusões. A introdução discute as divisões e dificuldades do mundo moderno. Ele enfatiza o desejo inerente da humanidade de reconciliação. O primeiro capítulo discute o fato de que a missão da Igreja continua sendo a conversão dos corações.
A segunda parte é intitulada: "O amor que é maior do que o pecado" e destaca o pecado como a causa das feridas que os indivíduos infligem a si próprios, a Deus e ao próximo. Ele discute as dimensões pessoais e sociais do pecado. O terceiro capítulo discute os meios pelos quais a Igreja promove a penitência, a reconciliação e a cura, voltando ao tema de Marcos 1,15: " Arrependam-se e creiam no Evangelho ".
A parte final inclui um apelo à unidade e conversão dos corações. Os ensinamentos sobre o pecado estrutural nesta exortação também foram posteriormente discutidos na encíclica do papa Sollicitudo rei socialis de 1987.

## Conteúdo
O papa usou a parábola do filho pródigo para explicar o processo de conversão e reconciliação, e que Deus Pai é "rico em misericórdia" e sempre pronto a perdoar. “A reconciliação é principalmente um dom do Pai celeste”  e uma iniciativa de sua parte. Ele observa que o irmão mais velho também precisa ser convertido de seu egoísmo e ciúme. Cada pessoa é tanto o filho pródigo quanto o irmão mais velho, ambos necessitando de reconciliação.
João Paulo descreve o pecado como "... a desobediência de uma pessoa que, por um ato livre, não reconhece a soberania de Deus sobre sua vida, pelo menos naquele momento particular em que transgride a lei de Deus"  e é o pecado que é, em última análise, a causa de todas as divisões e conflitos na sociedade humana. A exortação também discutiu a visão de João Paulo II do "pecado estrutural". O papa insiste que o pecado é um ato pessoal livre. Ele vê o "pecado social" de três maneiras: primeiro, que o pecado pessoal tem efeitos sociais, segundo, que alguns pecados afetam diretamente o próximo e, terceiro, que o pecado social se refere às relações entre comunidades humanas. O papa rejeitou a separação e o contraste entre o pecado pessoal e o social de uma forma que leva à diluição e eventual abolição do pecado pessoal e à substituição da culpa e responsabilidade social em seu lugar.

Ele concorda com a declaração do Papa Pio XII de que "o pecado do século é a perda do sentido do pecado"  e reafirma o ensino da Igreja sobre a distinção entre pecados mortais e veniais. Ele deplora a visão de que todas as falhas são atribuídas à sociedade, e o indivíduo é declarado inocente delas, ou que enfatiza o condicionamento ambiental e histórico e suas influências que reduz a responsabilidade do homem a ponto de não reconhecer sua capacidade de realizar atos verdadeiramente humanos e, portanto, sua capacidade de pecar.